# Felix Morrow
Felix Morrow, född 3 juni 1906 i New York, död 28 maj 1988 i New York, var en amerikansk kommunistisk politiker, aktiv i Socialist Workers Party, men uteslöts ur partiet 1946 för att han hade börjat att närma sig Max Shachtmans grupp.
Felix Morrow har skrivit en bok om spanska inbördeskriget som är översatt till svenska.